# توم درابر
توم درابر هو لاعب هوكي الجليد كندي، ولد في 20 نوفمبر 1966 في أترمون في كندا.

## وصلات خارجية
- توم درابر على موقع دوري الهوكي الوطني (الإنجليزية)
- توم درابر على موقع قاعة مشاهير الهوكي (لاعب أن.إتش.أل) (الإنجليزية)
- توم درابر على موقع EliteProspects.com (الإنجليزية)
- توم درابر على موقع HockeyDB.com (الإنجليزية)
- توم درابر على موقع Hockey-Reference.com (الإنجليزية)